# 俄罗斯统一社会民主党
俄罗斯统一社会民主党（俄语：Российская объединённая социал-демократическая партия），由戈尔巴乔夫于2000年3月11日创立的政党。
该党于2001年11月24日改组为俄罗斯社会民主党。